# Patrick Bengondo
Patrick Alphonse Bengondo (Akonolinga, 27 settembre 1981) è un ex calciatore camerunese, di ruolo attaccante.